# 约翰尼·道金斯
小约翰尼·厄尔·道金斯（英語：Johnny Earl Dawkins Jr.，1963年9月28日—），美国NBA联盟前职业篮球运动员。他在1986年的NBA选秀中第1轮第10顺位被圣安东尼奥马刺选中。